# Gundadalur

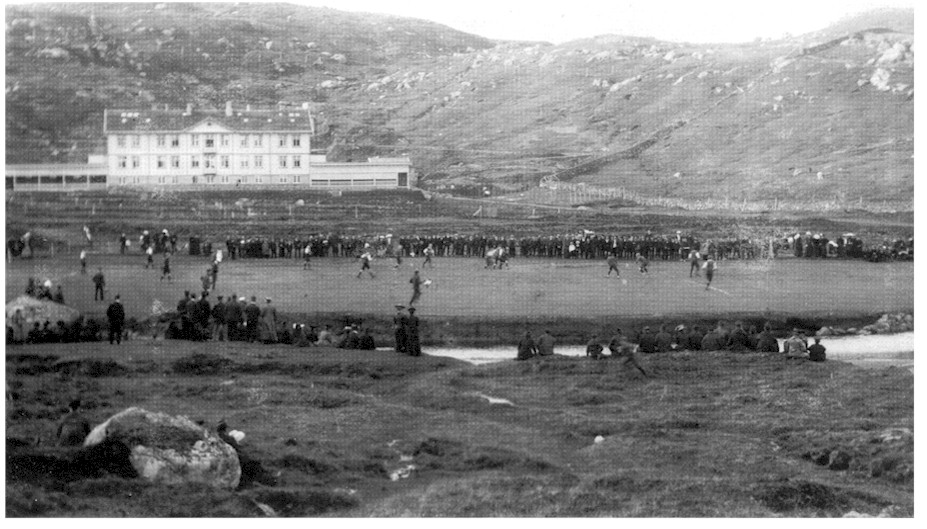
Första fotografiet av en fotbollsmatch mellan två klubbar på Färöarna (1909). HB Tórshavn (vita ärmar) vann med 3-1 mot TB Tvøroyri.

Gundadalur är ett område i Tórshavn på Färöarna. På platsen finns olika fotbollsplaner och andra sportfaciliteter. Den största är nationalstadion Tórsvøllur.
Gundadalur stadion är hem för HB Tórshavn och B36 Tórshavn.